# Geschichte der Juden in Dänemark

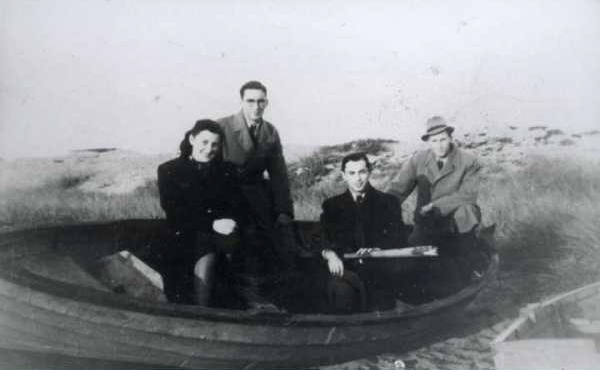
Jüdische Flüchtlinge 1943 vor Schweden

Die Geschichte der Juden in Dänemark begann im 17. Jahrhundert. Die Stärke der jüdischen Gemeinde erreichte vor dem Holocaust ihren Höhepunkt, die dänische Widerstandsbewegung konnte etwa 8000 Juden von Dänemark auf dem Seeweg ins neutrale Schweden evakuieren. Derzeit stellt die jüdische Bevölkerung eine kleine Minderheit von etwa 6000 Personen in der dänischen Gesellschaft dar.

## Frühe Neuzeit und 19. Jahrhundert
Mit dem Ende der Reformation 1536 wurde den Juden wie den Katholiken die Einreise nach Dänemark verboten. Erst König Christian IV. gründete 1616 Glückstadt und erlaubte 1619 dem jüdischen Kaufmann Albert Dionis die Ansiedlung. Dies wurde auf einige andere Juden ausgedehnt, die Gemeinde mit eigenem Friedhof wurde 1622 gegründet und 1628 stärkte sich ihr Status durch das Recht, private Gottesdienste abzuhalten. Albert Dionis erreichte einen Sonderstatus am dänischen Königshof, offenbar als Kreditgeber für ehrgeizige Projekte. Gabriel Gomez überzeugte Friedrich III., auch sephardischen Juden für ihren Handel zu erlauben, sich in Dänemark aufzuhalten. Damals durften nur die aschkenasischen Juden im Gegensatz zu den Sephardim einreisen.

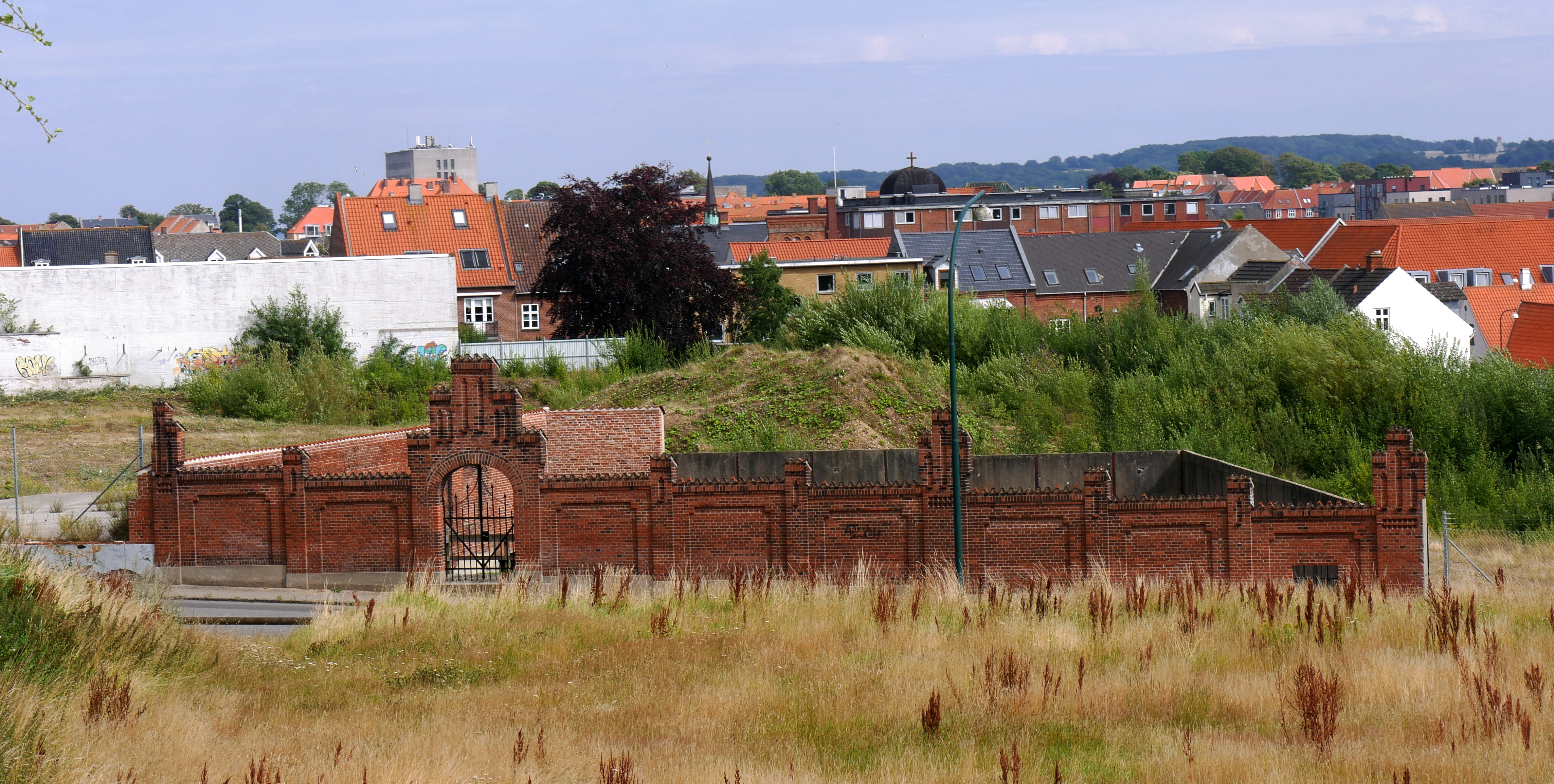
Jüdischer Friedhof in Fredericia

Friedrich III. errichtete die absolute Monarchie in Dänemark und förderte, um den Handel zu verbessern, die jüdische Einwanderung. Eine jüdische Gemeinde entstand 1682 in der neu gegründeten Stadt Fredericia, 1684 in Kopenhagen eine aschkenasische Gemeinde. Bis 1780 gab es etwa 1600 Juden in Dänemark, die nur durch Sondergenehmigungen wegen ihres persönlichen Reichtums geduldet wurden. Trotzdem wurden sie sozial und wirtschaftlich diskriminiert, 1782 sogar kurzzeitig zu lutherischen Gottesdiensten gezwungen. Aber sie lebten nicht in Ghettos und hatten ein erhebliches Maß an Selbstverwaltung.
Juden begannen 1655 sich im dänischen Westindien niederzulassen, 1796 wurde die erste Synagoge in Saint Thomas eingeweiht, zu der ein Friedhof in Altona gehörte. Zu den Handelsorten in Dänemark zählte damals auch Flensburg. Mitte des 19. Jahrhunderts machte die jüdische Gemeinde die Hälfte der weißen Bevölkerung in Westindien aus. Einer der ersten Kolonialgouverneure, Gabriel Milan (1631–1689), war ein sephardischer Jude.
Als die Haskala, die jüdische Aufklärung, Ende des 18. Jahrhunderts Dänemark erreichte, führte der König Reformen ein, um die Integration der Juden in die dänische Gesellschaft zu erleichtern. Juden durften sich den Zünften anschließen, an der Universität studieren, Immobilien kaufen und Schulen gründen. 1854 wurde die rechtliche Gleichstellung gewährt.

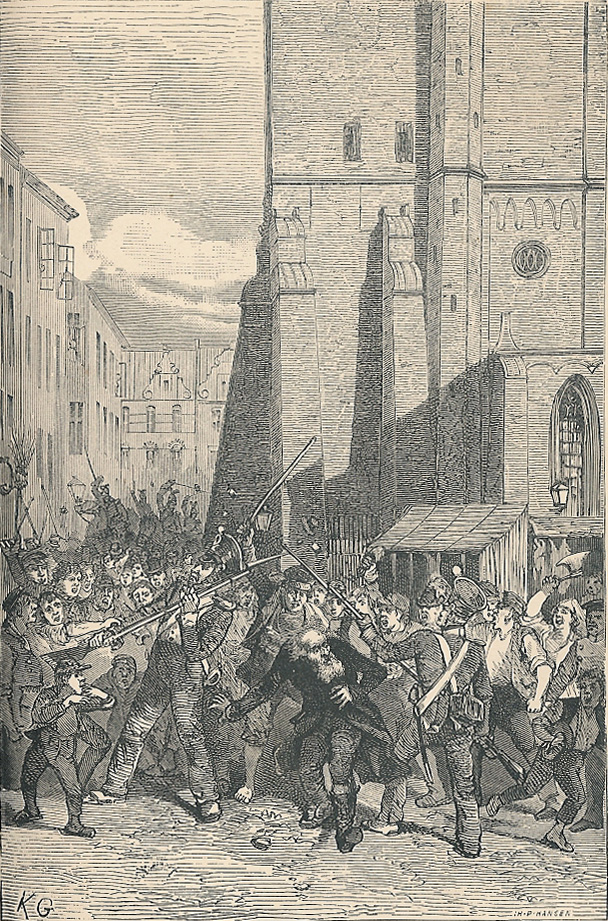
Judenfehde in Kopenhagen 1819

Die napoleonischen Kriege führten zur vollständigen Emanzipation der dänischen Juden (im Gegensatz dazu in Norwegen zu einem Einreiseverbot in der norwegischen Verfassung). Dennoch gab es 1819 über mehrere Monate schwere antisemitische Unruhen. Auf der anderen Seite blühte im frühen 19. Jahrhundert das dänisch-jüdische Kulturleben. Die 1833 fertiggestellte Große Synagoge Kopenhagen wurde ein Wahrzeichen. Jüdische Persönlichkeiten (oder Personen jüdischer Abstammung) waren der Kunstförderer und Herausgeber Mendel Levin Nathanson, der Schriftsteller Meïr Aron Goldschmidt, der Gründer von Politiken, Edvard Brandes, und sein Bruder, der Literaturkritiker Georg Brandes, die Feministin Ragnhild Goldschmidt (1828–1890). Auch Niels Bohr hatte jüdische Vorfahren.
Eine Gemeinde mit eigener Synagoge bestand in Aarhus, wo der erste Jude als Magistrat gewählt wurde.

## 20. Jahrhundert
Im frühen 20. Jahrhundert kamen etwa 3000 jüdische Flüchtlinge aus Russland nach Dänemark.
Die Neuankömmlinge veränderten den Charakter des dänischen Judentums erheblich. Sozialistische Bundisten waren weniger religiös, ein jiddisches Theater und mehrere jiddische Zeitungen wurden herausgegeben. Zu dieser Gruppe zählen Victor Borge, Raquel Rastenni, Herman D. Koppel und Thomas Blachman Während des Ersten Weltkriegs 1918 richtete die Zionistische Weltorganisation ein Zentralbüro in Kopenhagen ein, um die Ansprüche des jüdischen Volkes auf der Pariser Friedenskonferenz 1919 zu vertreten. Dies erwies sich jedoch als kurzlebig, und Dänemark verschloss sich für weitere Einwanderung in den frühen 1920er Jahren. Ein bedeutender dänischer Jude aus dieser Zeit war Rabbi Mordechai Schornstein, der später in Tel Aviv den Zoo gründete.

### Dänemark in der Zeit des deutschen Nationalsozialismus
Im April 1933 sollte König Christian X. in der Synagoge Kopenhagen erscheinen, um ihr hundertjähriges Jubiläum zu feiern. Die Gemeindeführer schlugen dem König vor, wegen Hitlers Machtantritt seinen Besuch zu verschieben. Der König bestand jedoch darauf und wurde der erste nordische Monarch, der eine Synagoge besuchte. Später finanzierte er den Transport dänischer Juden in das freie Schweden, wo sie vor der Verfolgung sicher waren. Die dänische Politik versuchte, ihre Unabhängigkeit und Neutralität zu sichern, indem sie das NS-Regime beschwichtigte. 
Nachdem Dänemark nach der Operation Weserübung am 9. April 1940 von Deutschland besetzt worden war, wurde die Situation noch prekärer. 1943 spitzte sich die Situation zu, als Werner Best, der deutsche Statthalter in Dänemark, die Verhaftung und Deportation aller dänischen Juden anordnete. Sie sollte am 1. Oktober beginnen und fiel mit Rosch ha-Schana zusammen. Doch die jüdischen Dänen wurden gewarnt und nur 202 zunächst verhaftet; 7.550 flohen nach Schweden, über den Öresund, 500 Juden wurden in das KZ Theresienstadt deportiert. Die dänischen Behörden setzten sich oft für sie ein (wie für andere Dänen in deutscher Haft), indem sie Lebensmittel schickten. Von den 500 inhaftierten Juden starben etwa 50 bei der Deportation. Viele nichtjüdische Dänen schützten das Eigentum und die Häuser ihrer jüdischen Nachbarn, während sie fort waren. Nach dem Krieg wanderten viele dänische Juden nach Schweden, Israel, Großbritannien und in die Vereinigten Staaten aus.

## 21. Jahrhundert
Weil Dänemark in den letzten Jahren immer weniger religiös geworden ist, konnten Juden und andere Gruppen mit einem starken religiösen Erbe Schwierigkeiten haben, sich anzupassen. Nicht-orthodoxe Juden haben wenig Probleme, sich in Dänemark heimisch zu fühlen. Ein weiteres heikles Thema für Juden in Dänemark ist die relativ starke Unterstützung Palästinas im Land. 
Nach Angaben der Jüdischen Gemeinde in Dänemark gab es im Jahr 2020 etwa 6000 Juden in Dänemark, von denen 1700 Mitglieder der Organisation waren. Die Mehrheit der dänischen Juden ist säkular, hat aber eine kulturelle Verbindung zum jüdischen Leben. Fast alle Juden sind sehr in die dänische Mainstream-Gesellschaft integriert.
Heute gibt es drei aktive Synagogen in Dänemark, alle in Kopenhagen. Die größere Synagoge in Krystalgade gehört zu einer modernen orthodox-konservativen Gemeinde, die einer traditionellen Liturgie folgt. Die Machsike Hadas Synagoge ist eine orthodoxe Synagoge, und Chabad ist auch in Kopenhagen präsent. Shir Hatzafon ist eine reformjüdische Synagoge und Gemeinde in Dänemark.
Seit 2012 nahm die Toleranz gegenüber der jüdischen Bevölkerung in Dänemark aufgrund der zunehmenden antiisraelischen Stimmung und der Feindseligkeit einer wachsenden muslimischen Einwanderung auf über 250.000 Personen ab.
Im August 2014 wurde die Carolineskolen, eine jüdische Schul- und Kindertagesstätte in Kopenhagen, verwüstet, als Fenster zertrümmert und antisemitische Graffiti mit Bezug auf den Gaza-Konflikt an die Schulwände gesprüht wurden. Die jüdische Gemeinde in Dänemark meldete 29 Vorfälle im Zusammenhang mit dem Konflikt.

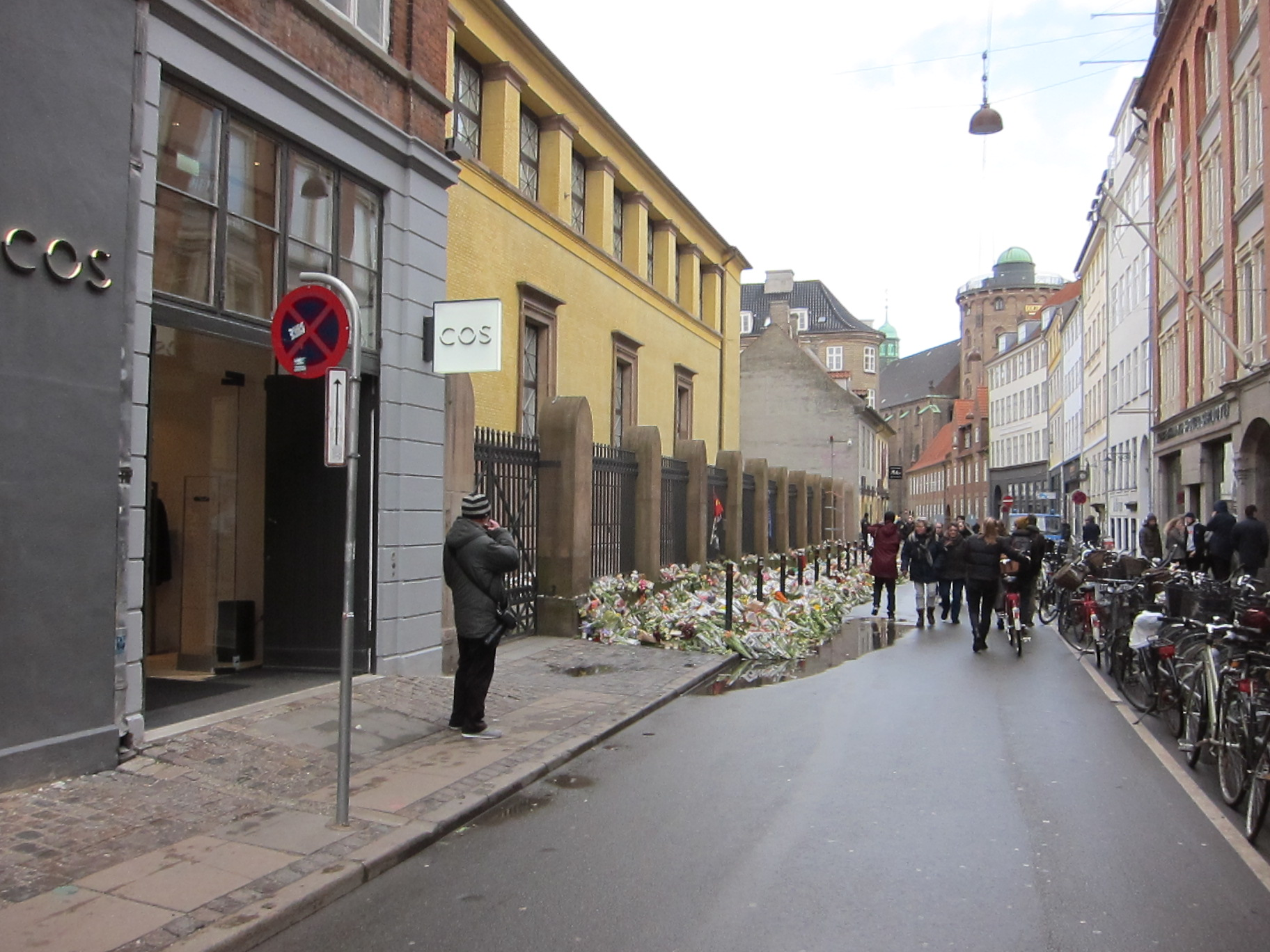
Blumen vor der Synagoge Kopenhagen März 2015

Am 15. Februar 2015 kam es vor der Großen Synagoge in Kopenhagen zu einer Schießerei, bei der ein jüdischer Wächter starb (der während einer Bat-Mizwa für Sicherheit gesorgt hatte) und zwei Polizisten verletzt wurden. Ministerpräsidentin Helle Thorning-Schmidt legte Blumen in der Synagoge nieder. Der Rabbiner der Synagoge, Jair Melchior, erklärte gegen die Forderung, Dänemark zu verlassen: „Terror ist kein Grund, nach Israel zu ziehen ...  Das Ziel des Terrors ist es, unser Leben zu verändern, und wir lassen es nicht zu ...“
Im Jahr 2022 feierte die Gemeinde mit Königin Margrethe II. das 400-jährige Bestehen jüdischer Gemeinden in Dänemark.

## Einzelbelege
1. ↑  https://www.jüdische-gemeinden.de/index.php/gemeinden/e-g/737-glueckstadt-schleswig-holstein
2. ↑  Johannes Kulms: Flensburger Kolonialgeschichte - Viel Rum, wenig Ehre. DLF, abgerufen am 4. Mai 2024.
3. ↑  Historical Synagogue - Chabad Lubavitch of the Virgin Islands. 30. Januar 2018, archiviert vom Original am 30. Januar 2018; abgerufen am 5. Mai 2024.  Info: Der Archivlink wurde automatisch eingesetzt und noch nicht geprüft. Bitte prüfe Original- und Archivlink gemäß Anleitung und entferne dann diesen Hinweis.
4. ↑  deutschlandfunk.de: Kulturhauptstadt 2017 - Jüdisches Leben in Aarhus. Abgerufen am 4. Mai 2024.
5. ↑  Skoleleder på jødisk skole: Det er grotesk - TV 2. 22. August 2014, abgerufen am 4. Mai 2024 (dänisch).
6. ↑  Police Release Details on Suspected Gunman in Copenhagen Attacks. 15. Februar 2015, abgerufen am 4. Mai 2024 (englisch).
7. ↑  Nadia Khomami: European Jewish Association calls for increased protection of institutions. In: The Guardian. 15. Februar 2015, ISSN 0261-3077 (theguardian.com [abgerufen am 5. Mai 2024]).
8. ↑  https://fr.timesofisrael.com/danemark-la-reine-margrethe-ii-celebre-les-400-ans-dhistoire-juive-dans-le-pays/